# Von Kochs kurva

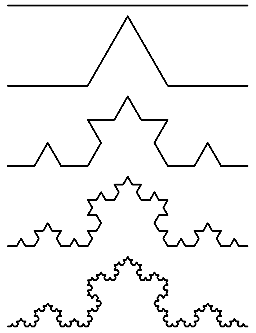
Koch-kurvans utveckling i de fem första iterationerna.

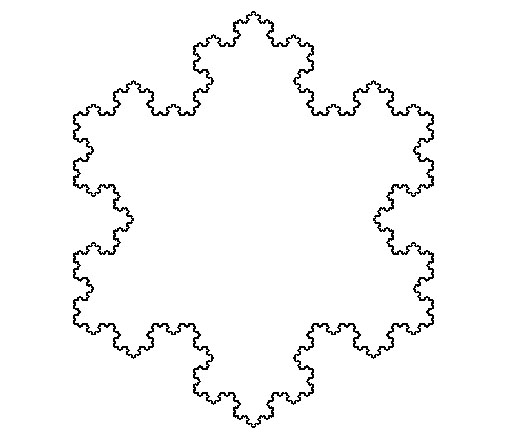
Snöflingekurvan eller von Kochs snöflinga.

von Kochs kurva, även känd som Koch-kurvan eller snöflingekurvan, beskrevs av den svenske matematikern Helge von Koch i en uppsats med titeln "Sur une courbe continue sans tangente, obtenue par une construction géométrique élémentaire", publicerad år 1904 i Arkiv för matematik, astronomi och fysik. Syftet med uppsatsen var att ge ett geometriskt mer tilltalande exempel på en kontinuerlig kurva som saknar tangent i alla punkter, än det som Karl Weierstrass upptäckte 1861. Numera är Koch-kurvan även känd för att vara en av de först beskrivna fraktalerna, ett begrepp som myntades först 70 år senare.
Koch-kurvans definition:
1. Tag en linje.
2. Dela linjen i tre lika stora delar.
3. Gör en kopia av den mellersta delen.
4. Sätt upp de två kopiorna i vinkel mot varandra så att de får plats inom samma sträcka som en ensam linje annars gör.
5. Upprepa (iterera) från steg 2 för alla de nya linjer som uppkommit av operationen.

Antalet nya linjer att operera på blir hela tiden 4 gånger tidigare antal linjer, så antalet linjer efter n iterationer blir följaktligen 4n. Linjen ökar sin längd med en tredjedel i varje ny iteration och kommer sålunda till slut att bli en oändligt lång kurva men inom en begränsad yta. Därför är kurvans dimensionstal inte ett heltal. Det här är anledningen till att Koch-kurvan är en fraktal, (av lat; fractus, bråkdel). Koch-kurvans Hausdorffdimension är 
{\displaystyle {\frac {\log 4}{\log 3}}\approx 1,261860}.

## von Kochs snöflinga
Snöflingekurvan är den mest kända varianten av den ursprungliga von Kochs kurva. Det råder ingen tvekan om att snöflingekurvan är baserad på von Kochs kurva och dess iterativa konstruktion. Bilden av snöflingan förekommer dock inte vare sig i originalartikeln publicerad 1904 eller i den utökade artikeln från 1906. Så man kan fråga sig vem som är mannen som konstruerade snöflingefiguren först. En undersökning av denna fråga tyder på att snöflingekurvan beror på den amerikanske matematikern Edward Kasner.
Denna figur erhålls med början i en liksidig triangel. Vid varje iteration fyrdubblas antalet sidor och antalet sidor efter n iterationer är
{\displaystyle N_{n}=N_{n-1}\cdot 4=3\cdot 4^{n}\,}.
Om den ursprungliga liksidiga triangeln har sidlängden s, är sidlängderna efter iteration n
{\displaystyle S_{n}={\frac {S_{n-1}}{3}}\ ={\frac {s}{3^{n}}}}.
Därmed är omkretsen efter n iterationer
{\displaystyle P_{n}=N_{n}\cdot S_{n}=3\cdot s\cdot {\left({\frac {4}{3}}\right)}^{n},}
det vill säga, omkretsen efter iteration n är {\displaystyle (4/3)^{n}} gånger ursprungslängden.
Snöflingans omkrets saknar alltså gränsvärde och går mot oändligheten när n går mot oändligheten. Däremot konvergerar dess area mot 8/5 gånger ursprungstriangelns area.